# Maggiorino
Maggiorino  è un nome proprio di persona italiano maschile.

## Varianti
- Ipocoristici: Maggiore[1][2]
- Femminili: Maggiorina[1][2]

## Origine e diffusione
Deriva da Maiorinus, un soprannome tardo latino tratto dall'aggettivo maior o major, "maggiore", "più grande"; si trattava generalmente di un nome che veniva attribuito al primogenito della famiglia oppure al "maggiore" o "più grande" fra due membri omonimi della stessa famiglia (la stessa logica fa da sfondo anche al nome Primo e a tutta una serie di cognomina romani ripresi poi nei nomi Secondo, Terzo, Quarto, e via dicendo).
Si tratta di un nome tipicamente piemontese, riflesso del culto verso san Maggiorino.

## Onomastico
L'onomastico viene festeggiato il 27 giugno in ricordo di san Maggiorino, primo vescovo di Acqui.

## Persone
- Maggiorino, primo vescovo di Acqui
- Maggiorino, vescovo donatista di Cartagine
- Maggiorino Ferraris, politico italiano
- Maggiorino Mongero, calciatore italiano
- Maggiorino Vespa, partigiano e antifascista italiano